# 卡韦萨韦略萨德拉卡尔萨达
卡韦萨韦略萨德拉卡尔萨达，是西班牙卡斯蒂利亚-莱昂萨拉曼卡省的一个市镇。 总面积9平方公里，总人口127人（2001年），人口密度14人/平方公里。